# Kenta Kobashi

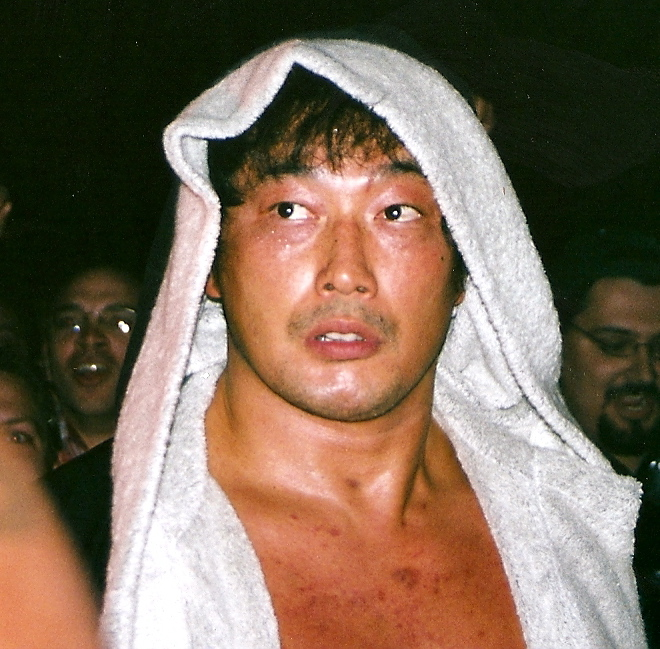
Kenta Kobashi.

Kenta Kobashi är född 27 mars 1967 i Fukuchiyama, Kyoto prefektur, Japan, är en japansk fribrottare. Han debuterade inom prowrestling 1988. Kenta Kobashi anses av många att vara den största profilen som någonsin funnits då han haft över 20 femstjärniga matcher. Som ung sysslade Kobashi med bodybuilding, rugby och judo. Kobashi är berömd för att vara en av de mest hårdhänta brottarna. Kenta Kobashi brottas idag för Pro-Wrestling NOAH.
Kobashi var ett tag inaktiv inom wrestling då han drabbats av cancer, men han gjorde sedermera comeback.

## Signatur Moves
- Burning Hammer (Avslutare)
- Burning Lariat (Avslutare)
- Moonsault
- Brainbuster
- Half-Nelson Suplex
- Orange Crush
- DDT utanför ringen
- Chop drop
- Sleeper Suplex
- Multi-Chop Kombo